# Dialineura aurata
Dialineura aurata är en tvåvingeart som beskrevs av Zaitzev 1971. Dialineura aurata ingår i släktet Dialineura och familjen stilettflugor. Inga underarter finns listade i Catalogue of Life.